# Symphurus microrhynchus
Symphurus microrhynchus es una especie de pez de la familia Cynoglossidae en el orden de los Pleuronectiformes.

## Distribución geográfica
Se encuentran en los océanos Pacífico e Índico.